# Звонов, Сергей Николаевич
Зво́нов Серге́й Никола́евич (19 ноября 1963, Иваново, Ивановская область, СССР) — российский политик и предприниматель. Председатель Межрегионального социально-патриотического общественного движения «ВЕЧЕ». Руководитель Группы компаний «Славянский Дом».

## Биография
Родился 19 ноября 1963 года в городе Иваново Ивановской области в семье служащих. Мать — Звонова Альбина Федоровна, отец — Звонов Николай Сергеевич.
В 1982 году окончил Ивановский индустриальный техникум по специальности судовая радиосвязь и электрорадионавигация.
Основную трудовую деятельность начал автослесарем в Ивановском таксопарке в 1982 году.
В 1986 году на альтернативных выборах руководителя был избран директором Ивановского таксопарка.

С 1989 по 1991 год — депутат Съезда Народных депутатов СССР от ВЛКСМ. На I Съезде народных депутатов СССР в мае 1989 года Сергей Звонов заявил о невозможности совмещения Михаилом Сергеевичем Горбачёвым постов Генерального секретаря КПСС и Председателя Президиума Верховного Совета СССР. 
В интервью от 28 марта 2018 года Сергей Звонов так оценил свое заявление: «Моё выступление на Съезде о совмещении Горбачёвым постов Генсека КПСС и Председателя Президиума Верховного Совета СССР по сути было правильным. А по тактике — нет. Я сейчас совсем по-другому бы выступил. В тот день, вечером, в номер гостиницы ко мне зашел первый секретарь ЦК ВЛКСМ Виктор Иванович Мироненко (позднее — советник президента „Горбачёв-фонда“). Разговор был не осуждающий, чисто — познавательный для него. Но я уже тогда понимал, что несколько перегнул палку…»
19 августа 1991 года во время Августовского Путча принял участие в митинге на площади Пушкина в г. Иваново с народными депутатами РСФСР Борисом Большаковым и Владимиром Иловским, где осудил действия ГКЧП. После митинга отправился в Москву на защиту «Белого дома» (Верховный Совет РСФСР). Держал оборону в одном кабинете с будущим Председателем Правительства Российской Федерации Сергеем Степашиным.
С 1994 по 1996 год — депутат Законодательного собрания Ивановской области первого созыва, председатель бюджетного комитета.
С 2002 года является учредителем и руководителем Группы компаний «Славянский Дом» (строительная отрасль).
В 2009 году выступил организатором и руководил созданием саморегулируемой организации «Ивановское объединение строителей».
В октябре 2017 года учредил и возглавил «Фонд содействия развитию города Иванова» (в 2022 году переименован в «Фонд поддержки проектов и программ „ВЕЧЕ“).
В 2022 году создал и возглавил Межрегиональное социально-патриотическое общественное движение «ВЕЧЕ».
Зоозащитник, благотворитель.
Женат. Супруга — Звонова Татьяна Николаевна. Дочь — Мария.